# Hermann Duncker (Politiker)

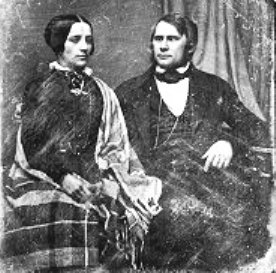
Hermann Carl Rudolph Duncker und seine Frau Johanna

Carl Hermann Rudolf Duncker (* 5. Januar 1817 in Berlin; † 12. Dezember 1893 in Charlottenburg bei Berlin) war ein deutscher Verwaltungsjurist und liberaler Politiker. Er war von 1859 bis 1861 Mitglied des preußischen Abgeordnetenhauses, von 1872 bis zu seinem Tod (Zweiter) Bürgermeister von Berlin, 1878 geschäftsführender Oberbürgermeister.

## Leben
Duncker war Sohn des Verlegers Karl Duncker, Mitbegründer des Verlages Duncker & Humblot. Der älteste Bruder Maximilian Duncker war Geschichtsprofessor in Halle, gemäßigt liberaler Politiker, Berater des Kronprinzen Friedrich Wilhelm (des späteren Kaisers Friedrich III.) und von 1867 bis 1874 Direktor der preußischen Staatsarchive. Der ebenfalls ältere Bruder Alexander war streng konservativ, gründete seinen eigenen Verlag und wurde Hofbuchhändler von König Friedrich Wilhelm IV. Der jüngere Bruder Franz war Mitbegründer der linksliberalen Fortschrittspartei und der Hirsch-Dunckerschen Gewerkvereine.
Duncker besuchte das Berliner Friedrich-Wilhelms-Gymnasium und studierte anschließend an der Universität zu Berlin Rechts- und Staatswissenschaften. Großen Einfluss auf ihn hatten der Privatrechtslehrer Friedrich Carl von Savigny und der Staatsrechtler Eduard Gans. Nach der ersten Staatsprüfung arbeitete er ab 1837 zunächst als Auskultator beim Berliner Stadtgericht. Nach der Referendarprüfung ging er 1839 zum Oberlandesgericht Arnsberg. Zwei Jahre später kehrte er als Assessor beim Kammergericht nach Berlin zurück und war seit 1843 Spezialkommissar in Belzig. Kurze Zeit später wechselte er zur Bezirksregierung Posen. Dort war er unter anderem Justiziar des Provinzialschulkollegiums und des Konsistoriums der Kirchenprovinz Posen.
1846 wechselte Duncker in den Dienst der Stadt Berlin als besoldeter Stadtrat. Zusammen mit anderen stand er für eher liberale Politikansätze. Er legte im März 1848 verschiedene kommunalpolitische Reformwünsche in einer Denkschrift nieder. Die Absendung an den König lehnte die Mehrheit des Magistrats allerdings ab. Kurze Zeit später gehörte Duncker zu der Delegation, die von Friedrich Wilhelm IV. den Abzug der Truppen aus der Stadt verlangten.
Duncker gehörte während der Revolution von 1848 der preußischen Nationalversammlung an und saß dort im Centrum. Zwischen 1859 und 1861 war er in der altliberalen Fraktion Vincke Mitglied des preußischen Abgeordnetenhauses. Wie sein Bruder Franz gehörte Hermann Duncker 1859 zu den Gründungsmitgliedern des Deutschen Nationalvereins.
1860 wurde er zum Syndikus der Stadt Berlin ernannt. Von 1861 bis 1864 amtierte Duncker als Vorsitzender der Armen- und danach von 1864 bis 1872 als Leiter der Schuldeputation. Seit 1872 war er Bürgermeister von Berlin mit dem Charakter (Titel) eines geheimen Regierungsrates. Damit war er der zweite Mann im Magistrat und Stellvertreter des Oberbürgermeisters. In der Zeit der Vakanz zwischen Arthur Hobrecht und Max von Forckenbeck amtierte Duncker von April bis November 1878 vertretungsweise als Oberbürgermeister.
Duncker war seit 1843 mit Johanna Sophie Margarethe Liebert verheiratet.

## Ehrungen
In Berlin-Prenzlauer Berg ist die Dunckerstraße nach ihm benannt. Die Treskowallee in Berlin-Karlshorst trug zwischen 1961 und 1992 den Namen Hermann-Duncker-Straße nach dem gleichnamigen Kommunisten Hermann Duncker (1874–1960).